# Marija Romanowytsch

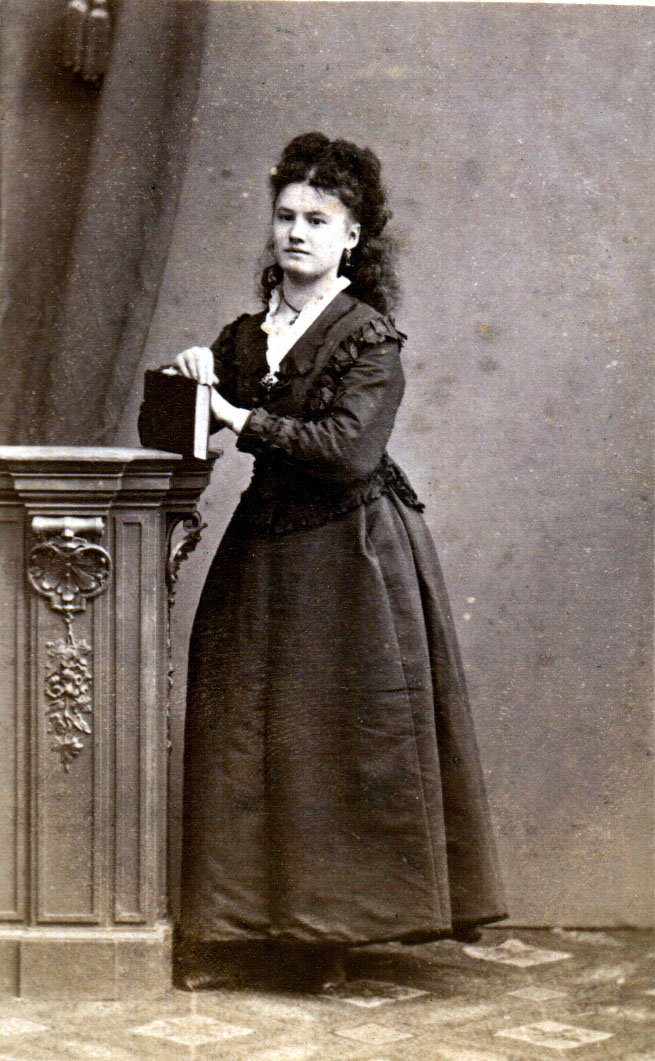
Marija Romanowytsch (1872)

Marija Romanowytsch (ukrainisch Марія Романович, bürgerlich Marija Fedoriwna Roschankowska, ukrainisch Марія Федорівна Рожанковська, * 1. Juli 1852 in Dowhopillja, Kronland Bukowina; † ca. 1933 in Wyschnyzja, Kreis Storojineț, Königreich Rumänien) war eine ukrainische Schauspielerin und Operettensängerin.

## Biografie
Ihr Debüt gab sie 1873. In den Jahren 1874 bis 1880 arbeitete sie im Theater der Ruthenischen Konversationsgesellschaft in Lwiw. Ihre Gruppe war auch in Ternopil und Kamjanez-Podilskyj unterwegs. Von 1881 bis 1882 trat sie mit der Schauspielgruppe ihrer Schwester Teofila auf. Von 1883 bis 1885 trat sie im Laientheater in Czernowitz auf.
Zu ihren Rollen gehörten Natalka in Natalka Poltawka, Halja in Nasar Stodolja von Taras Schewtschenko, Uljana in Swatannja na Hontschariwzi von Hryhorij Kwitka-Osnowjanenko, Marussja in Tschornomorzi von Mykola Lyssenko, Katerina in Gewitter und Amalia in Die Räuber.